# Château d'Aiguillon
Le château d'Aiguillon est un édifice situé dans la commune française d'Aiguillon, place du 14-Juillet, dans le département français de Lot-et-Garonne.

## Historique
Il y avait sur le plateau dominant le confluent du Lot et de la Garonne deux châteaux datant du XIIIe siècle,.

### Château de Lunac
Le château de Lunac, le plus ancien, avait été construit sur les ruines gallo-romaines d'un castellum. On en voit encore les quatre arcades le long de la voie ferrée. D'après Georges Tholin il aurait été construit après la première invasion des barbares, en 276.
Demeure des seigneurs de Lunac, il est le seul cité dans l'hommage rendu en 1259. Le vieux château est partiellement démoli pendant le siège d'Aiguillon, en 1346, par les troupes françaises commandées par le duc de Normandie, Jean, envoyé par son père, le roi de France, Philippe VI. En mars, le siège fut mis devant le château. La forteresse, au confluent de la Garonne et du Lot, commandait l'ouverture sur la Guyenne, où s'était concentré le gros des troupes anglaises pour la période hivernale. Le siège traîna en longueur.
Il passa au XVe siècle aux Montpezat, puis, par mariage, aux Malvin de Montazet qui l'ont gardé jusqu'en 1739. Il a été acheté à cette date par Antoine Gasquet. Devenu par la suite un château de plaisance, il était appelé le Petit château.

### Château du Fossat
L'autre château était le château du Fossat, probablement construit dans la seconde moitié du XIIIe siècle puisqu'il n'est pas cité dans l'hommage de 1259. Il n'a entièrement disparu que dans le premier quart du XIXe siècle. Entre les deux se trouve l'église Saint-Félix. Il avait été construit à la fin du XIIIe siècle ou au début du XIVe siècle par la famille du Fossat, seigneur de Madaillan, qui était alors co-seigneur d'Aiguillon avec la famille de Montpezat. Il avait lui aussi subit les conséquences du siège de 1346 et fut restauré. Les biens de la famille du Fossat ont été transmis à la famille de Montpezat par le mariage de Jeanne du Fossat avec Simon de Béarn, puis de leur fille Jeanne de Béarn mariée en 1405 avec Raymond Bernard de Montpezat, faisant des Montpezat les seuls seigneurs d'Aiguillon, de Madaillan et de Sainte-Livrade,.
C'est du château neuf des du Fossat que le duc d'Aiguillon avait hérité. Le château était composé de deux corps de logis en équerre. Le logis du nord se terminait côté ville par une tour carrée. À l'angle entre les deux corps de bâtiments se trouvait une tour octogonale servant d'escalier. Le corps de logis de l'ouest était le seul habitable et il se prolongeait par une terrasse dominant le confluent.

### Duché d'Aiguillon
La baronnie d'Aiguillon est passée au XVIe siècle, à la suite d'un mariage, des Montpezat à Honorat de Savoie, marquis de Villars. En 1578, elle est donnée en dot à Marguerite de Valois par son frère Henri III qui la lui reprend en 1585. Elle lui est restituée par Henri IV en 1598, mais il la lui retire un an plus tard pour la restituer à Henri de Lorraine, fils du duc de Mayenne à qui elle revenait comme héritier du marquis de Villars. Henri IV l'érige en duché-pairie en août 1599. Henri de Lorraine est tué en 1621 au siège de Montauban. Il est enterré à l'église des Carmes d'Aiguillon. Le duché d'Aiguillon est resté dans la famille de Lorraine jusqu'à la mort de Ferdinand de Mayenne. Richelieu réintègre la seigneurie dans le domaine de la Couronne, mais Louis XIII la donne à son favori, Antoine de Laage, seigneur de Puylaurens, qui meurt sans postérité en 1635.
Richelieu achète le duché d'Aiguillon en 1637 et en fait cadeau à sa nièce Marie-Madeleine de Vignerot, veuve du marquis de Combalet. Le duché d'Aiguillon passe ensuite à sa nièce Thérèse de Vignerot du Plessis. Le titre de duc d'Aiguillon s'éteint à sa mort, en 1704. La seigneurie revient à son neveu Louis de Vignerot du Plessis, marquis de Richelieu, puis à sa mort, en 1730 à Armand-Louis de Vignerot du Plessis. Le titre de duc d'Aiguillon est rétabli en 1731. Le duché d'Aiguillon passe ensuite à son fils, Emmanuel-Armand de Vignerot du Plessis, duc d'Aiguillon à la mort de son père en 1750, le constructeur du château actuel. Le 6 juin 1775 il reçut l'ordre verbal de la Reine de se retirer sur ses terres en Guyenne. À cette date, la comtesse de Boisgelin écrit dans une lettre au chevalier de Balleroy : « La duchesse se désespère de ne pouvoir suivre son mari puisqu'il venait de jeter bas le château d'Aiguillon où l'on est à le rabâtir, il ne reste pas même de quoi loger seul avec quelques domestiques ».

### Le château actuel

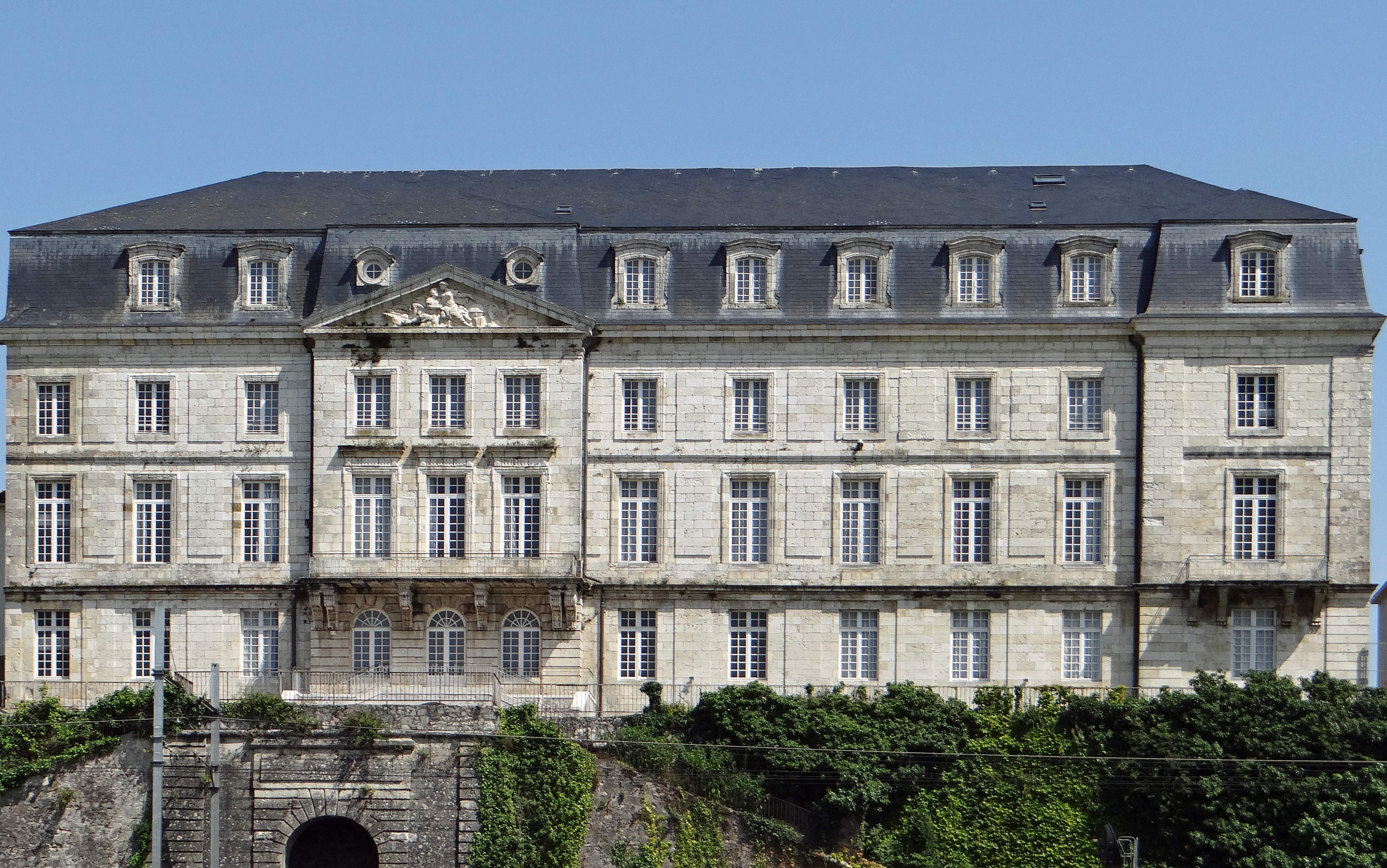
La façade ouest..

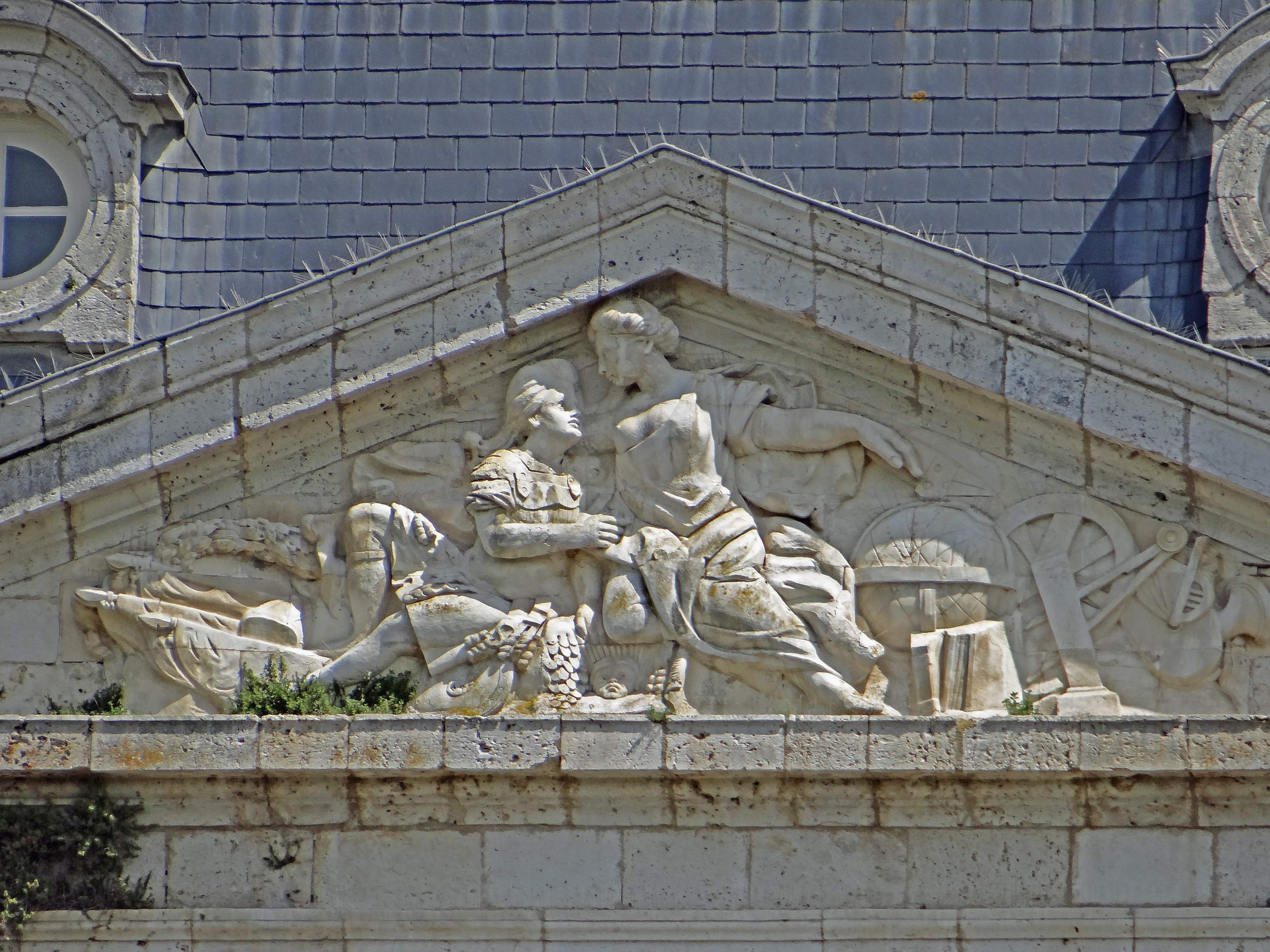
Fronton de la façade ouest - Allégorie de la Paix : une femme assise, que regarde un guerrier cuirassé. Elle lui montre des instruments, symboles du savoir, tels qu’un globe terrestre, un compas, différents instrument de mesure. Du côté du soldat, on peut voir une couronne de laurier, un bouclier et des drapeaux en faisceau à ses pieds.

Dix ans avant sa disgrâce, le duc d'Aiguillon avait décidé de faire construire un nouveau château pour remplacer celui des Du Fossat. Pour ce faire il va acquérir des propriétés tout autour du château dès juin 1765 en usant de son droit de seigneur féodal pour créer une cour monumentale devant son château. L'affirmation de ses droits féodaux au moment où les idées libérales commençaient à se développer lui ont valu par la suite des critiques. La plupart des propriétaires ont accepté l'aliénation de leurs biens sans trop se plaindre.
Les historiens discutèrent du nom de l'architecte du château : Philippe Lauzun cite Charles Leroy, élève de Soufflot. Dans son article sur le château, Pierre Lavedan à la recherche de ce Charles Leroy, architecte-ingénieur, ne trouve qu'Antoine Le Roy, élève de Loriot, premier prix de Rome en 1759, qui a séjourné à l'Académie de France à Rome entre 1760 et fin 1763, ami de Chalgrin. Cet architecte a aussi construit l'évêché d'Agen, qui a été la préfecture du Lot-et-Garonne avant un incendie, en 1904.
Les études ont montré que le chantier avait été confié à partir de 1765 à l’architecte de Barsac André Mollié, assisté de son fils Pierre. Il est poursuivi par Charles le Roy, ingénieur des Ponts et Chaussées et intendant du duché, arrivé à Aiguillon en 1771. Michel Gallet, dans Les architectes parisiens du XVIIIe siècle, p. 201, attribue les plans du château à Philippe Dulin de La Ponneraye, neveu de Nicolas Dulin et gendre de Pierre Contant d'Ivry, protégé du duc d'Aiguillon.
Il projette un château avec cour d’honneur et avant-cour d’offices ouvrant sur la campagne par des perspectives, composition monumentale s’inscrivant dans la tradition classique française. La construction du corps central et l’aménagement des abords s’échelonnent de 1773 à 1777. 
Sur les élévations principales, les frontons sculptés d’allégories des Arts et des Sciences sont l’œuvre du sculpteur bordelais Barthélemy Cabirol (1732–1786). Il lui est versé une somme de 750 livres le 19 août 1776 pour la réalisation de ces sculptures
L’aile nord, symétrique de l'aile sud, n’a jamais été édifiée. La dernière campagne de travaux, de 1778 à 1780, a porté sur la construction du pavillon de la Comédie au sud, en symétrie avec les communs. Le duc et la duchesse d'Aiguillon retourne vivre à Paris en 1782. Le château est inachevé à la mort du duc dans son hôtel particulier de Paris, en 1788.

### Après la Révolution
Après l'émigration du dernier duc d'Aiguillon le 6 septembre 1792, le château est déclaré bien national. Le mobilier, y compris la collection d'œuvres d'art, est soumise à un tri. Une partie rejoint la collection du futur musée d'Agen, où les tableaux représentants les souverains sont brûlés en septembre 1793. Le duc d'Aiguillon, grand amateur de musique, entretenait un théâtre et un orchestre. Il avait constitué une bibliothèque d'opéras et de symphonies. Il en reste 392 volumes déposés aux Archives départementales. Le reste du mobilier est vendu par vente aux enchères, entre juin et septembre 1793.
Les vestiges du château Du Fossat qui se trouvaient à l'emplacement de l'aile nord non réalisée sont démolies dans le premier quart du XIXe siècle.
Le château devient un magasin des tabacs en 1852, alors que pavillons, grilles et portails sont vendus. 
La commune d'Aiguillon demande le classement du château au titre des monuments historiques en 1922 en indiquant que les façades sont intactes mais que les aménagements intérieurs ont subi de nombreuses mutilations. Mais la commission des monuments historiques refuse le classement en prétextant le mauvais état de la toiture. 
Les façades et les couvertures du bâtiment principal et celles de l'aile gauche, ainsi que la rampe en fer forgé de l'escalier entre le premier étage et les combles sont inscrits au titre des monuments historiques inscription par arrêté du 20 juin 1925. Un nouvel arrêté en date du 4 août 1951 inscrit au titre de monuments historiques les façades et les toitures des deux pavillons bordant la cour d'honneur,.
Le château est restauré en 1964-1966 par Jean Payen. Il est affecté depuis au lycée Stendhal.